# Caragana turfanensis
Caragana turfanensis là một loài thực vật có hoa trong họ Đậu. Loài này được (Krasn.) Kom. miêu tả khoa học đầu tiên.